# Renate Blank
Renate Anna Blank (ur. 8 sierpnia 1941 w Norymberdze, zm. 16 czerwca 2021) – niemiecka polityk.
Od 20 grudnia 1990 deputowana do Bundestagu z ramienia partii CSU, wybrana z okręgu wyborczego nr 231 (Norymberga-Południe) w Bawarii. Od 1974 roku członek CSU i samodzielny handlowiec branży tekstylnej. W latach 1984–1990 członek rady miejskiej w Norymberdze. Ma męża, dwóch dorosłych synów i troje wnucząt.